# 鹿踊

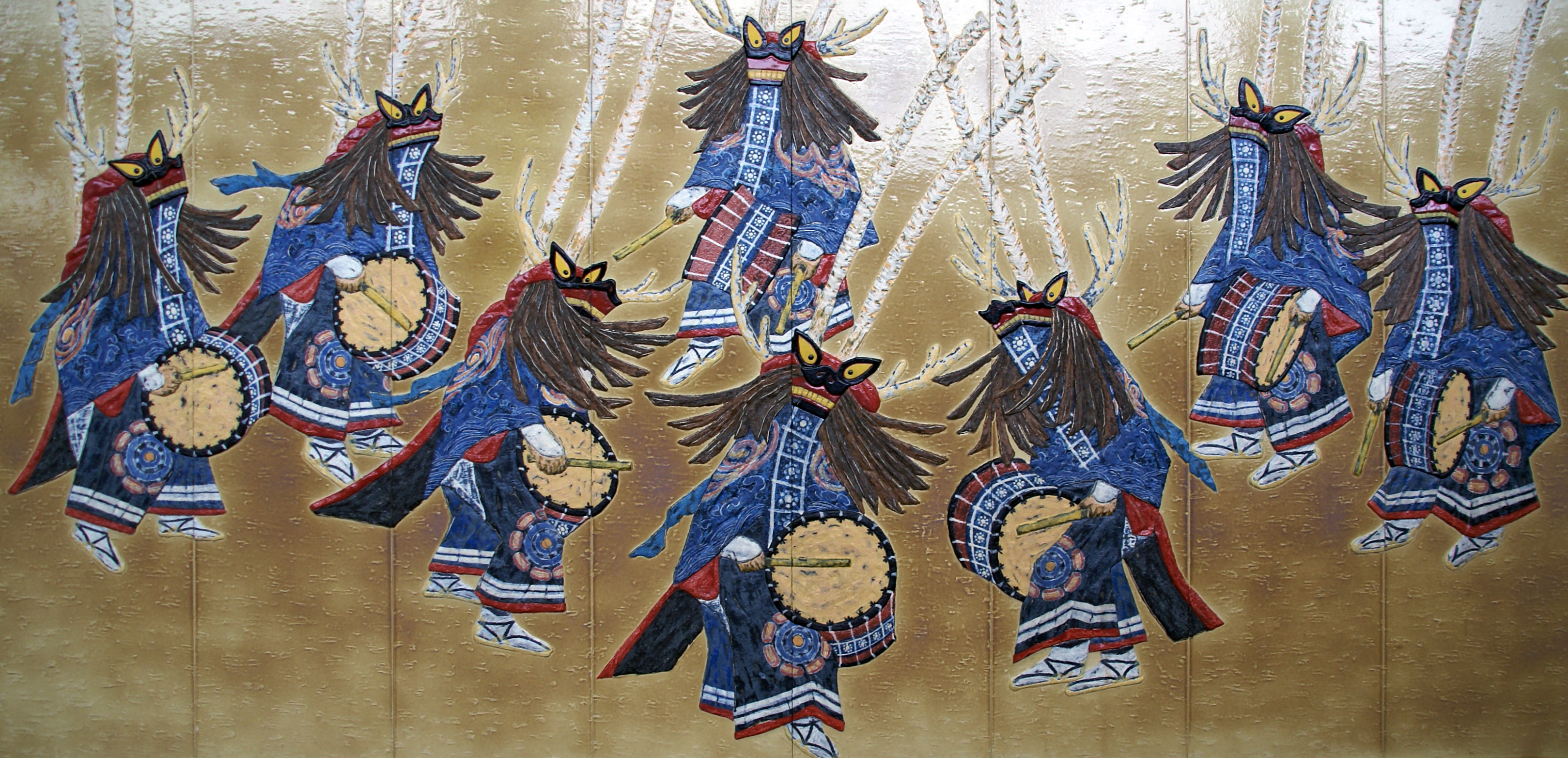
「太鼓踊系」の八ツ鹿踊（いわて花巻空港の壁画）

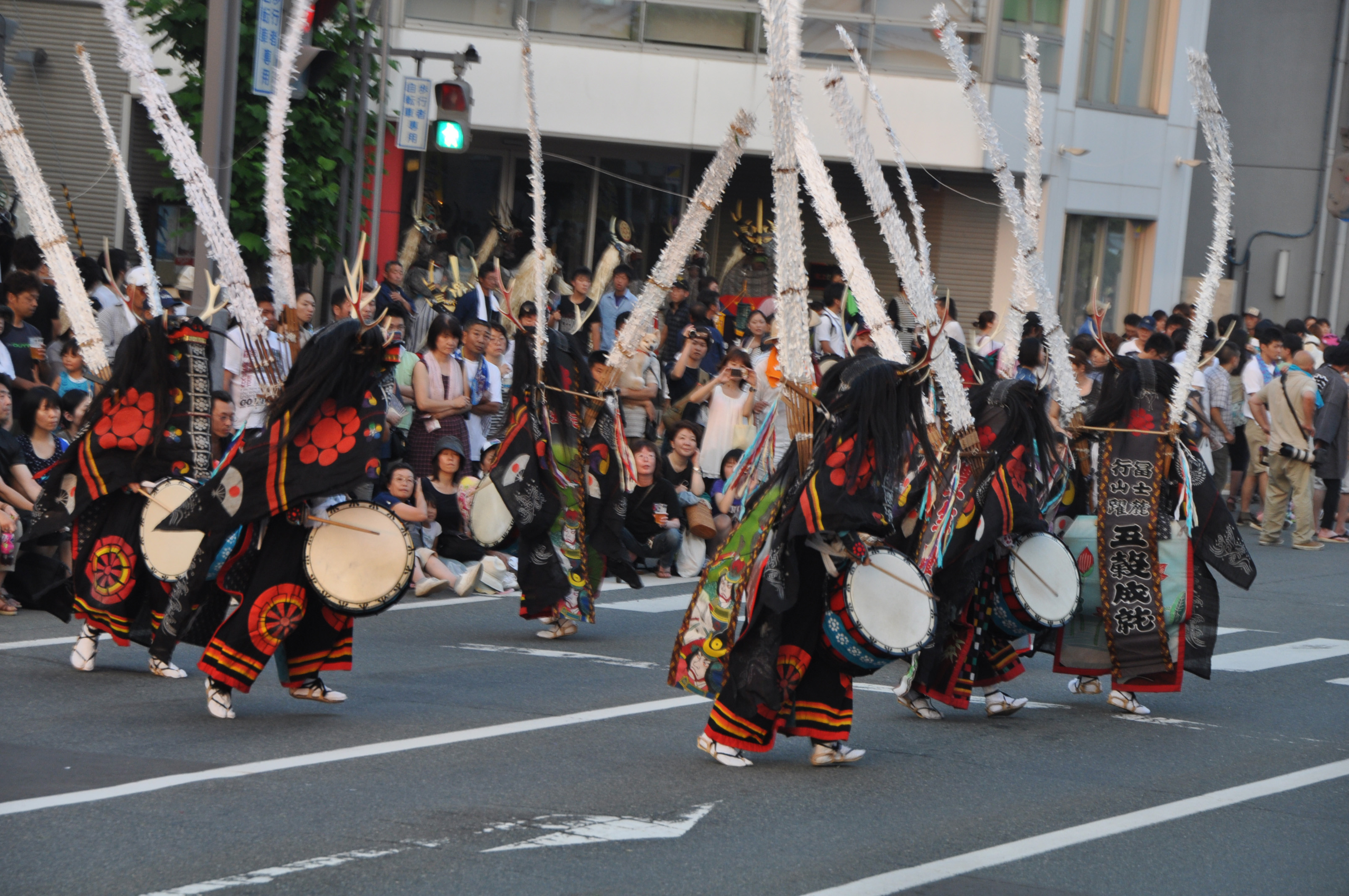
奥州市胆沢の行山流都鳥鹿踊

鹿踊（ししおどり、しかおどり）は、江戸時代の南部氏領（盛岡藩陸奥国領）、および、伊達氏領（仙台藩・一関藩の陸奥国領、および、宇和島藩伊予国領）、すなわち現在の岩手県、宮城県、そして愛媛県宇和島市周辺で受け継がれている郷土芸能。
鹿舞（ししまい）という呼称ながら、福島県にも類似の踊りもある。
農漁村の共同体の祭りで披露される舞踊としての歴史が長いが、これらとは異なる共同体である学校の部活動の1つにもなっている。これは、高度経済成長期より観客を集める祭りやイベントが多数開催された影響もある。

## 名称
同様の踊りを指す発音には「ししおどり」および「しかおどり」がある。漢字表記については以下のようになっている。送り仮名「り」を付ける場合もあるが、以下では省略。
| 表記   | 発音1      | 発音2      |
| ------ | ---------- | ---------- |
| 鹿踊   | ししおどり | しかおどり |
| 鹿躍   | ししおどり | しかおどり |
| 獅子踊 | ししおどり | －         |
| 獅子躍 | ししおどり | －         |
| 鹿子踊 | ししおどり | －         |
| 鹿子躍 | ししおどり | －         |

## 概要

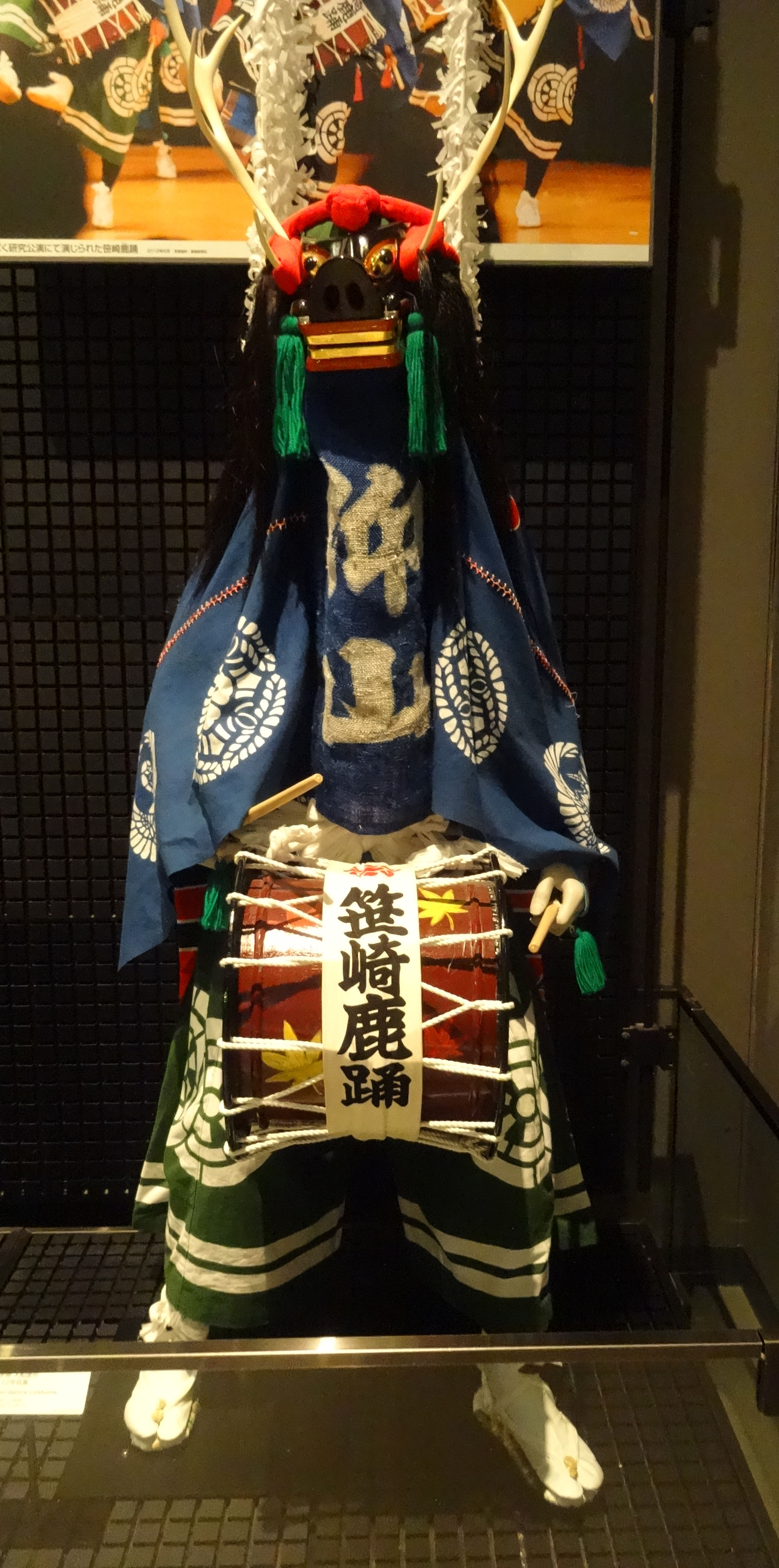
鹿踊装束（岩手県、仰山流笹崎鹿踊）

シカの頭部を模した鹿頭とそれより垂らした布により上半身を隠し、ささらを背負った踊り手が、シカの動きを表現するように上体を大きく前後に揺らし、激しく跳びはねて踊る。
踊り手が演奏を行うかどうかで、大きく2つの系統に分けられる。踊り手が演奏を行わない「幕踊系」では、踊り手は鹿頭から垂らした布幕を両手に持って踊り、踊り手とは別に祭囃子の演奏者がいる。踊り手が演奏を行う「太鼓踊系」では、腹につけた締太鼓を叩きながら踊る。「幕踊系」は主に旧南部氏領（盛岡藩）すなわち岩手県北部から中部に分布し、「太鼓踊系」は主に伊達氏領（仙台藩・一関藩・宇和島藩）すなわち岩手県南部から宮城県、そして愛媛県宇和島市周辺に分布する（宇和島の鹿踊については「鹿踊 (宇和島市)」参照）。鹿踊は剣舞と一対で伝えられている例が多いが、仙台市より南では剣舞は見られない。また、鹿頭はほとんどの地方のものが大陸から渡ってきた獅子と鹿の中間であるのに対し、岩手県田野畑村と四国宇和島の鹿頭は野生鹿を象っている。
なお、静岡県川根本町には「鹿ん舞」と呼ばれる鹿踊りがあり、鹿頭をつけた鹿を農民が追いかける姿を演じた踊りで、農作物を荒らす獣を追い払い豊作を祈願したのが始まりとされ、「徳山の盆踊り」（重要無形民俗文化財）の一部として披露される。

## 由来
様々な説があり特定できないが、起源伝承に念仏踊りと共通するところがあり、発生の原点は念仏踊りで、伝承の経路には山伏修験者が介在していたことを思わせる。概括的に見る限りでは、命を失ったものの怨霊を鎮魂し、祖霊精霊の供養のためと思われる。各地に伝わる由来については以下のようなものがある。
- 浄土教の普及を志す空也上人が衆生済度のため、深山の小庵に篭って勤行三昧の日々、小庵の囲りに来て遊ぶ鹿の群れがあり、そのうち猟師に撃ち殺された鹿の弔い供養のため踊り始めた[7]
- 狩猟で犠牲になった大量の鹿の供養で始められた(釜石市の山谷鹿踊)[8]
- 猟師である夫の放った猟銃の玉が鹿に当たらないようにと、自ら楯になって死んだ妻の墓の前で、八頭の鹿が柳の枝をくわえて回っていた。その姿を見て感動した夫が鹿の皮を着て供養のために踊った(江刺市の餅田鹿踊)[8]
- 香取神宮・鹿島神宮の神の使いとして崇敬されていた鹿に扮し、春日大社に奉納した踊り(水沢市など)[8]。香取神宮の祭神経津主神、鹿島神宮・春日大社の祭神武甕槌は日本神話の国譲りで活躍した神であり、鹿は国譲りの際に使いの神・天迦久として登場する[9]。
- 常陸（茨城県）の地に武甕槌が降り立たったとき、武甕槌を亡き者にしようと先住民が野に火を放ったが、突如現れた無数の鹿が水に入って体を濡らし、火中を駆けめぐり、それを繰り返して火を消し止め助けた。これに感銘した武甕槌が鹿踊を創始した[10]。それを、1191年(建久二年)に蝦夷に備えるため武蔵野国秩父から田野畑村入りした畠山一族が当地に伝承した（田野畑村の菅窪鹿踊）[5]。

## 流派

伊達家の家紋「九曜」

伊達家の家紋「竹に雀」

「太鼓踊系」は大きく行山流（ぎょうざん）、金津流（かなつ）、春日流（かすが）の3つに分類される。このうち最も古い行山流から、金津流および春日流が分派し、行山流においても諸派（仰山流、行山(仰山)流山口派、奥野流、奥山行山流、皆白行山流、早川流ほか）に分かれた。行山流は現・宮城県本吉郡南三陸町志津川、金津流は現・宮城県仙台市泉区（旧・宮城郡国分松森村）、春日流は現・岩手県花巻市東和が発祥地と考えられている。伊達氏に認められた流派では、衣装や締太鼓に伊達家の家紋である「九曜」「竹に雀」「竪三引両」等が染め抜かれている。伝統的な踊りは神社での神事やお盆に際して行われ、鹿頭をかぶった踊り手が8人（八ツ鹿踊）ないし12人集まり、仲立を中心に各々が役回りを持った演目が舞台に見立てた場所で踊られる。現代では祭りのパレードにも参加するようになり、行進しながら踊る踊り方も開発された。奥州市江刺では100人の踊り手がシンクロした踊りをする「百鹿大群舞」も生まれた。

## 主なイベント

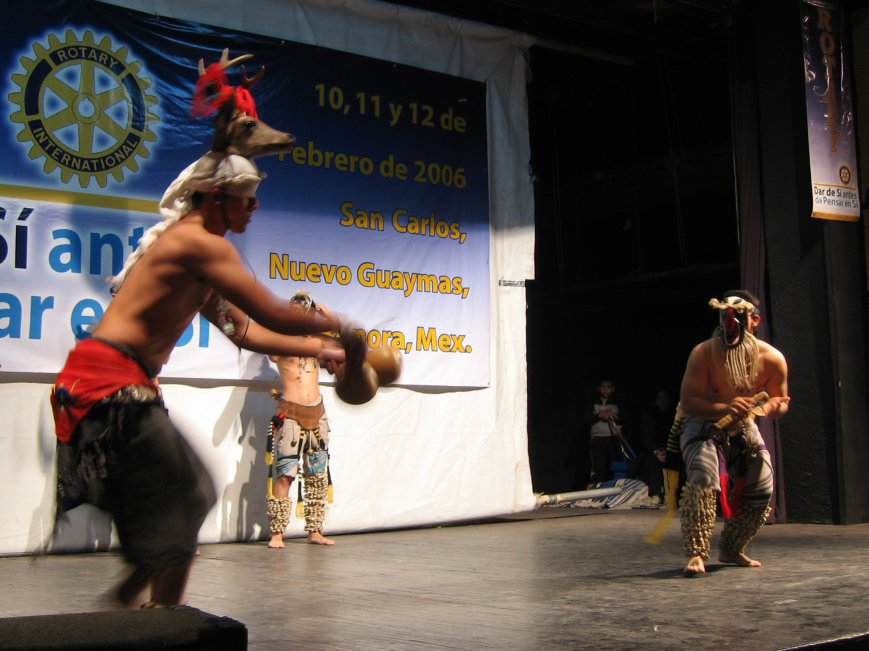
ヤキ族の鹿踊り

岩手県の県南広域振興圏にある主要都市では大きなイベントが行われている。また、地域の祭事・イベントで鹿踊りが舞われている。
- 岩手県花巻市
「花巻まつり」では、太鼓踊系鹿踊200人以上の各団体が、それぞれの演目で一斉に踊る。
- 岩手県北上市
1962年（昭和37年）から開催されている「北上・みちのく芸能まつり」では鬼剣舞がメインとなっているものの、多くの太鼓踊系鹿踊の演目が舞われ、鹿踊のパレードも行われる。
- 岩手県奥州市江刺
1985年（昭和60年）、東北新幹線・水沢江刺駅開業記念事業として、江刺市（当時）に所在する太鼓踊系各流派の踊り手約100名が集まって同じ演目を一斉に踊る「百鹿大群舞」が誕生。以降、「江刺甚句まつり」（5月上旬）や「みちのく盂蘭盆まつり」[15]（8月中旬）で「百鹿大群舞」が踊られるようになった。えさし藤原の郷（1993年開園）では、八ツ鹿踊の定期公演が4月下旬から11月上旬の毎週日曜日午前・午後2回行われ、8月16日には「百鹿大群舞」が行われている[16]。
- 宮城県栗原市一迫町
1984年（昭和59年）から開催されている「みちのく鹿踊り大会」では、岩手・宮城両県の鹿踊団体が複数集まる。

## 世界の伝統的な鹿踊り
- メキシコのソノラ州やシナロア州、アメリカ合衆国のアリゾナ州に住むヤキ族（Yaqui）には、頭に鹿の面を付け、鳴り物を持って踊る鹿踊りDanza del Venado がある。作家の城山三郎は著書『望郷のとき　侍・イン・メキシコ』の中で、ヤキ族が自らを日本人の子孫と称し、東北の鹿踊りに似た踊りがあるらしいという噂について触れている[17]（日本との関係は証明されてはいない）。アリゾナのヤキ族はメキシコから逃れた一派が定着したと言われるネイティブ・アメリカンの一部族で、メキシコの土着宗教にキリスト教が混淆した宗教的儀礼として鹿踊りとその歌が今に伝えられている[18]。
- タイやミャンマーなどに住むシャン族には、日本や中国の獅子舞のように、鹿をかたどった張り子状の物を二人でかぶって踊る鹿踊りがある。
- インドにもmanattamと呼ばれる鹿踊りがある。
- 鹿頭は用いないものの、形態がよく似た「臼太鼓踊り」が熊本県球磨地方・宮崎県に伝承されている。